# Okinoshima
Pour l'île, voir Okino-shima.
Okinoshima (隠岐の島町, Okinoshima-chō) est un bourg situé dans le district d'Oki, sur l'île Dōgo de la préfecture de Shimane, au Japon.

## Géographie

### Démographie
Lors du recensement national de 2015, la population d'Okinoshima s'élevait à 14 608 habitants (52 % de femmes) répartis sur une superficie de 242,83 km2.

### Climat
| Mois                                             | jan.      | fév.      | mars      | avril     | mai      | juin      | jui.      | août      | sep.      | oct.     | nov.      | déc.      | année     |
| ------------------------------------------------ | --------- | --------- | --------- | --------- | -------- | --------- | --------- | --------- | --------- | -------- | --------- | --------- | --------- |
| Température minimale moyenne (°C)                | 1,2       | 0,8       | 2,7       | 7,1       | 12,1     | 16,9      | 21,8      | 23        | 18,7      | 12,7     | 7,8       | 3,4       | 10,7      |
| Température moyenne (°C)                         | 4,5       | 4,6       | 7,3       | 12        | 16,7     | 20,4      | 24,6      | 26,1      | 22,2      | 16,9     | 11,9      | 7,1       | 14,5      |
| Température maximale moyenne (°C)                | 8,1       | 8,6       | 11,7      | 16,7      | 21,1     | 24,3      | 27,9      | 29,9      | 26,1      | 21,3     | 16,1      | 10,8      | 18,6      |
| Record de froid (°C) date du record              | −6,7 1945 | −8,9 1981 | −6,7 1977 | −3,2 1987 | 1,4 1974 | 6,8 1981  | 11,5 1966 | 13,5 1956 | 7,3 1987  | 2,8 1986 | −1,8 1942 | −4,5 1976 | −8,9 1981 |
| Record de chaleur (°C) date du record            | 17,2 1997 | 20,1 1954 | 22,5 2009 | 26,8 2018 | 31 2019  | 31,6 1997 | 35,3 1942 | 35,8 1994 | 33,9 2010 | 30 1998  | 24,1 2020 | 20,1 1953 | 35,8 1994 |
| Ensoleillement (h)                               | 69,2      | 87,7      | 142,1     | 190       | 214      | 164,6     | 160,5     | 205,6     | 149       | 152,7    | 106       | 76,7      | 1 718,1   |
| Précipitations (mm)                              | 158,3     | 111,9     | 125       | 123,5     | 134,1    | 165,7     | 203,9     | 154,8     | 234,9     | 121,6    | 123       | 159,8     | 1 816,4   |
| dont neige (cm)                                  | 39        | 30        | 6         | 0         | 0        | 0         | 0         | 0         | 0         | 0        | 0         | 17        | 93        |
| Nombre de jours avec précipitations              | 19,3      | 14,4      | 12,4      | 9,2       | 7,8      | 8,8       | 10        | 8         | 10        | 10       | 12,7      | 18,4      | 141       |
| dont nombre de jours avec précipitations ≥ 10 mm | 5,5       | 3,8       | 4,4       | 3,9       | 4        | 3,9       | 4,9       | 3,9       | 5,5       | 3,6      | 4,3       | 5,6       | 53,1      |
| Humidité relative (%)                            | 73        | 73        | 72        | 72        | 74       | 81        | 83        | 81        | 79        | 76       | 74        | 73        | 76        |
| Nombre de jours avec neige                       | 8,8       | 6,9       | 1,6       | 0         | 0        | 0         | 0         | 0         | 0         | 0        | 0         | 4,4       | 22        |

| Diagramme climatique                                  |             |            |              |               |               |               |             |               |               |            |              |
| J                                                     | F           | M          | A            | M             | J             | J             | A           | S             | O             | N          | D            |
| 8,11,2158,3                                           | 8,60,8111,9 | 11,72,7125 | 16,77,1123,5 | 21,112,1134,1 | 24,316,9165,7 | 27,921,8203,9 | 29,923154,8 | 26,118,7234,9 | 21,312,7121,6 | 16,17,8123 | 10,83,4159,8 |
| Moyennes : • Temp. maxi et mini °C • Précipitation mm |             |            |              |               |               |               |             |               |               |            |              |